# (23889) Hermanngrassmann
(23889) Hermanngrassmann est un astéroïde de la ceinture principale.
Il est nommé en l'honneur d'Hermann Günther Grassmann (1809-1877), mathématicien et indianiste allemand.

## Description
(23889) Hermanngrassmann est un astéroïde de la ceinture principale. Il fut découvert le 26 septembre 1998 à Prescott (Arizona) par Paul G. Comba. Il présente une orbite caractérisée par un demi-grand axe de 3,10 UA, une excentricité de 0,16 et une inclinaison de 0,8° par rapport à l'écliptique.

## Compléments